# Novíssima Gramática da Língua Portuguesa
A Novíssima Gramática da Língua Portuguesa (ISBN 8504007898) é uma gramática lançada em 1964. Está na sua 48ª edição. É escrita por Domingos Paschoal Cegalla. E é publicada pela Companhia Editora Nacional.